# ساینت
ساینت (به اسپانیایی: Sallent) یک شهرستان در اسپانیا است که در کاتالونیا واقع شده‌است.

## خصوصیات
ساینت ۶۵٫۸۰ کیلومترمربع مساحت و ۷٬۰۸۳ نفر جمعیت دارد و ۲۷۸ متر بالاتر از سطح دریا واقع شده‌است.